# Geranomyia fletcheri
Geranomyia fletcheri is een tweevleugelige uit de familie steltmuggen (Limoniidae). De soort komt voor in het Oriëntaals gebied.